# Artaxa rubiginosa
Artaxa rubiginosa är en fjärilsart som beskrevs av Pieter Cornelius Tobias Snellen 1877. Artaxa rubiginosa ingår i släktet Artaxa och familjen tofsspinnare. Inga underarter finns listade i Catalogue of Life.